# الاتحاد الوطني للمستقلين (فولتا العليا)
الاتحاد الوطني للمستقلين (بالفرنسية: Union Nationale des Indépendents)‏ كان حزبًا سياسيًا في جمهورية فولتا العليا بقيادة موسى كارجوجو.

## التاريخ
تأسس الحزب في عام 1973 بعد الانفصال عن التجمع الديمقراطي الأفريقي. على الرغم من حظره في عام 1974 بعد انقلاب عسكري، إلا أنه تم إحياؤه قبل الانتخابات البرلمانية عام 1978، حيث تم تعيين كارغو كوزير للخارجية في عام 1977.
وحصل الحزب على 7٪ من الأصوات في الانتخابات، وفاز بمقعد واحد، شغله كارجوغو.